# Вичишта (Албанија)
Вичишта (алб. Viçisht) је насељено место у општини Булћиза у округу Дибер, Албанија. Према попису из 1989. године било је 599 становника.
Према бугарском географу и историчару, Василу Канчову, у Вичишту је 1900. године живело 130 Албанаца муслимана. Српски етнограф Миленко Филиповић, 1940 године наводи да су Вичишта насеље са албанским становништвом, са око 20 кућа. До друге половине 19. века Вичишта су била настањена Словенима православцима.